# Liste der Biografien/Maq
Liste der Biografien |
Portal Biografien |
Personensuche
# |
A |
B |
C |
D |
E |
F |
G |
H |
I |
J |
K |
L |
M |
N |
O |
P |
Q |
R |
S |
T |
U |
V |
W |
X |
Y |
Z |
?
 
Ma |
Mb |
Mc |
Md |
Me |
Mf |
Mg |
Mh |
Mi |
Mj |
Mk |
Ml |
Mm |
Mn |
Mo |
Mp |
Mq |
Mr |
Ms |
Mt |
Mu |
Mv |
Mw |
Mx |
My |
Mz
 
Maa |
Mab |
Mac |
Mad |
Mae |
Maf |
Mag |
Mah |
Mai |
Maj |
Mak |
Mal |
Mam |
Man |
Mao |
Map |
Maq |
Mar |
Mas |
Mat |
Mau |
Mav |
Maw |
Max |
May |
Maz
Die Liste der Biografien führt alle Personen auf, die in der deutschsprachigen Wikipedia einen Artikel haben. Dieses ist eine Teilliste mit 28 Einträgen von Personen, deren Namen mit den Buchstaben „Maq“ beginnt.

## Maq

### Maqa
- Maqaleh, Saud al- (* 1988), katarischer Fußballschiedsrichter
- Maqatajew, Muqaghali (1931–1976), kasachisch-sowjetischer Dichter und Übersetzer

### Maqd
- Maqdas, Abdullah (* 1987), kuwaitischer Tennisspieler
- Maqdisī, ʿAbd al-Ghanī al- (1146–1203), Vertreter der Hanbaliten
- Maqdisī, Abū Muhammad al- (* 1959), jordanischer Ideologe des dschihadistischen Salafismus

### Maqe
- Maĸe, Elisa (1916–2007), grönländische Schriftstellerin und Sozialarbeiterin
- Maqetuka, Mzuvukile Jeff (* 1952), südafrikanischer Botschafter

### Maqo
- Maqomayev, Cəmaləddin (1910–1977), sowjetischer Politiker in der Aserbaidschanischen SSR
- Maqomayev, Müslüm (1885–1937), aserbaidschanischer Komponist und Dirigent
- Maqomayev, Müslüm (1942–2008), sowjetisch-aserbaidschanischer Sänger

### Maqq
- Maqqarī, al- († 1632), arabischer Historiker

### Maqs
- Maqsood, Zeeshan (* 1987), omanischer Cricketspieler
- Maqsoodi, Mahbuba (* 1957), deutsch-afghanische KünstlerinMahbuba Maqsoodi (* 1957)

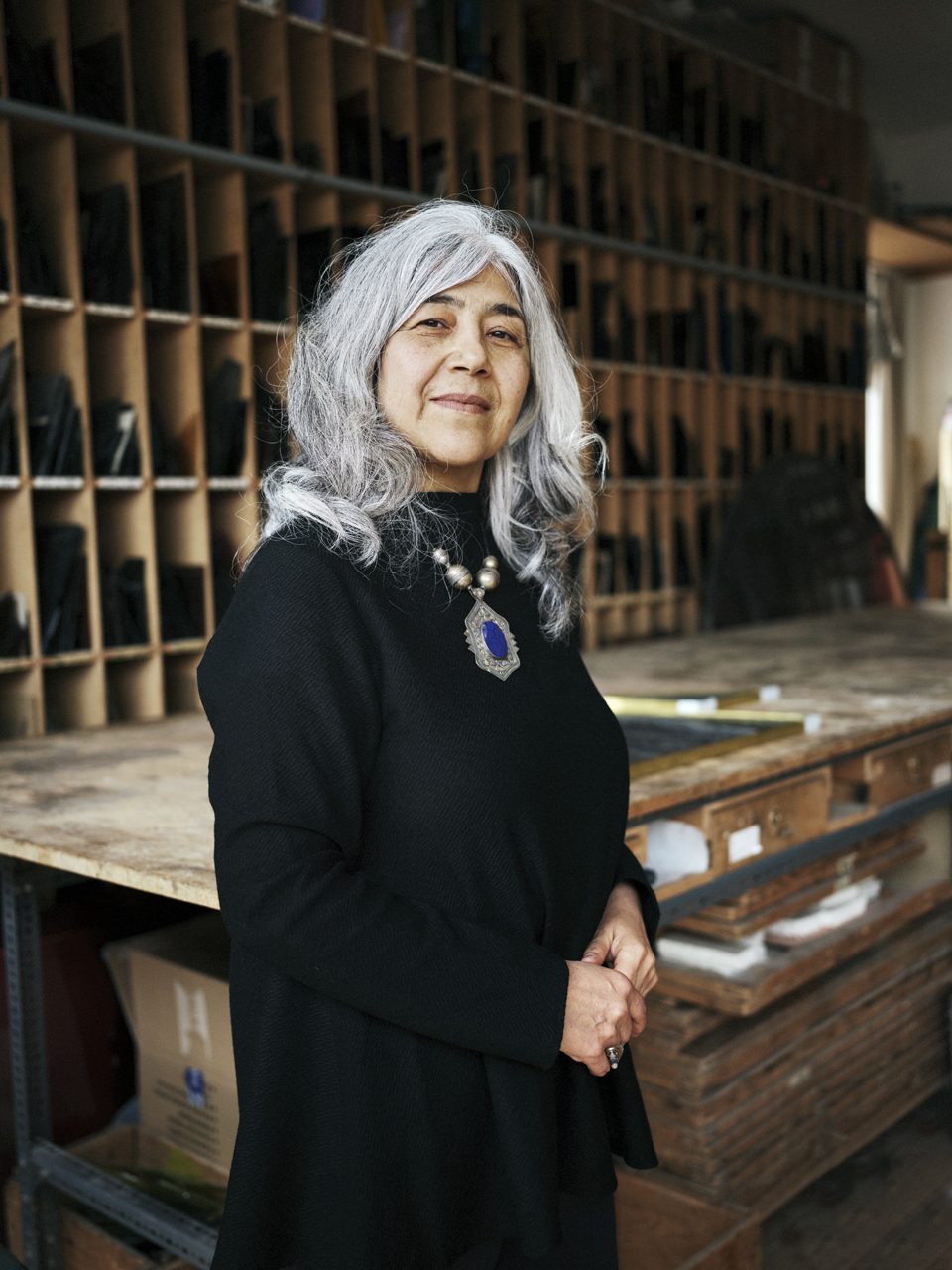
Mahbuba Maqsoodi (* 1957)

### Maqu
- Maquat, Lynne E. (* 1952), US-amerikanische Biochemikerin
- Maqué, Fritz (1898–1948), deutscher Polizist in Berlin (Ost), im Dienst getötet
- Maqueda, Jorge (* 1988), spanischer Handballspieler
- Maqueda, Pablo (* 1971), spanischer Fußballspieler
- Maqueo, Paty (* 2000), mexikanische Schauspielerin
- Maquet, Auguste (1813–1888), französischer Schriftsteller
- Maquet, Charles (1863–1942), französischer Romanist, Altphilologe, Grammatiker und Lexikograf
- Maquet, Jacques (1919–2013), belgischer Anthropologe und Afrikanist
- Maquet, Karl (1767–1823), deutscher Kaufmann, Unternehmer und langjähriger Presbyter der Französisch Reformierten Kirche Magdeburgs
- Maquet, Lucie (* 1869), deutsche Malerin und Bildhauerin
- Maquiesse, Joanis (* 2003), französischer Basketballspieler
- Maquilón, Antonio (1902–1984), peruanischer Fußballspieler
- Máquina, Juliano (* 1993), mosambikanischer Boxer, Olympiateilnehmer
- Maqulbajew, Äbdibaqyt (* 1961), kasachischer Politiker
- Maquoi, René (* 1942), belgischer Bauingenieur